# Aganocrossus pseudamoenus
Aganocrossus pseudamoenus är en skalbaggsart som beskrevs av Müller 1941. Aganocrossus pseudamoenus ingår i släktet Aganocrossus och familjen Aphodiidae. Inga underarter finns listade i Catalogue of Life.